# ゾフィー・ホーエンベルク
ゾフィー・ホーエンベルク（ドイツ語: Sophie Hohenberg, 1901年7月24日 - 1990年10月27日）は、オーストリア＝ハンガリー（二重帝国）の帝位継承者フランツ・フェルディナント大公の長女、最後のオーストリア皇帝カール1世の従妹。結婚後の姓名はゾフィー・ノスティッツ＝リーネック（Sophie Nostitz-Rieneck）といった。1919年まではホーエンベルク侯爵夫人（Fürstin von Hohenberg）の称号を有した。

## 生涯

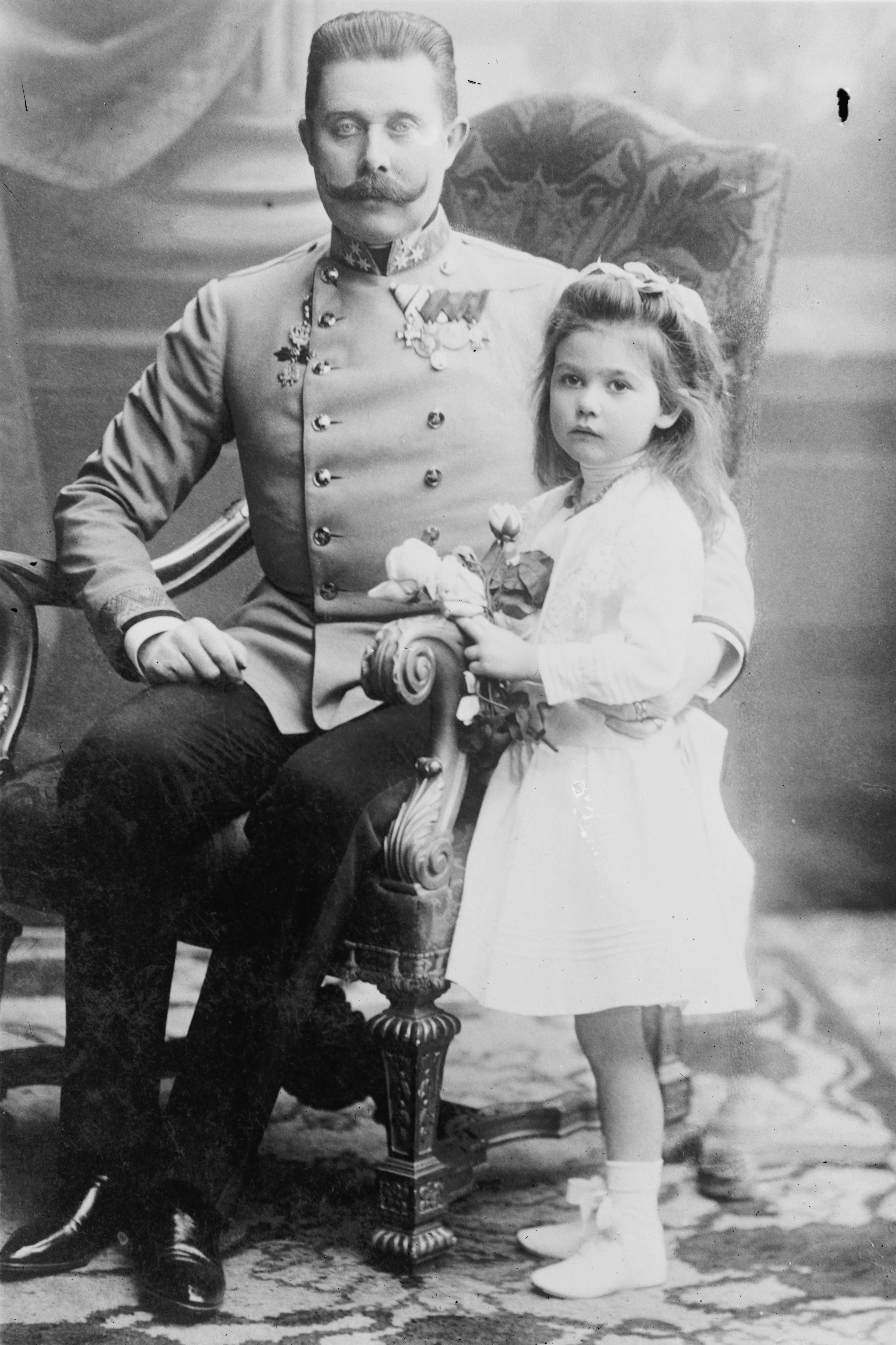
ゾフィーと父フランツ・フェルディナント大公

フランツ・フェルディナント大公とその妻のゾフィー・ホテク伯爵夫人（結婚によりホーエンベルク公爵夫人）の間の第1子、長女として生まれた。全名はゾフィー・マリー・フランツィスカ・アントニア・イグナティア・アルベルタ（Sophie Marie Franziska Antonia Ignatia Alberta Fürstin von Hohenberg）である。両親の貴賤結婚により、ゾフィーと2人の弟マックスとエルンストは、二重帝国の帝位継承権はおろかハプスブルク家の正式な成員とすら認められなかった。
1914年に両親がセルビア訪問中に民族主義者のテロにより暗殺されると（サラエヴォ事件）、ゾフィーと弟たちは母方の親族に引き取られた。姉弟は母の末の妹ヘンリエッテとその夫のレオポルト・フォン・ノスティッツ＝リーネック伯爵の屋敷で養育され、母の姉マリーの夫であるヤロスラフ・フォン・トゥーン・ウント・ホーエンシュタイン侯爵が皇帝フランツ・ヨーゼフ1世によって姉弟の後見人に指名された。
1920年9月8日にジェチーンにおいて、義理の叔父レオポルトの甥であるフリードリヒ・ノスティッツ＝リーネック伯爵（Friedrich Nostitz-Rieneck, 1891年 - 1973年）と結婚した。伯爵夫妻の間には以下の3男1女が生まれた。
- エルヴァイン（1921年 - 1949年） - ソ連の捕虜収容所で死亡
- フランツ（1923年 - 1945年） - 東部戦線で戦死
- アロイス（1925年 - 2003年）
- ゾフィー（1929年 - 2024年） - グーデヌス男爵夫人

結婚後も婚家ノスティッツ伯爵家の所領のあるチェコスロヴァキアに居住したが、1945年にはベネシュ布告により全財産を没収されたうえ国外に追放された。このため家族とともにオーストリアに移り、最初はアイゼンエルツで暮らし、1963年にザルツブルクに移った。1990年に死去し、ヴァイツにある、娘の嫁ぎ先グーデヌス男爵家の墓所に葬られた。